# Майер, Яков Моисеевич
Яков Моисеевич Майер (Яков-Соломон Мовшевич Майер; 30 декабря 1893, Мелитополь, Таврическая губерния, Российская империя — 29 февраля 1988, Харьков, Украинская ССР) — советский учёный, специалист в области двигателестроения. Педагог, профессор (1929). Один из организаторов высшей школы Украины, ректор Харьковского технологического института (в 1928—1929).

## Биография
Участник Первой мировой войны. В 1915—1918 годах находился в австро-венгерском плену.
Участник гражданской войны. В 1918—1920 служил в Красной армии. Был политработником, комиссаром штаба Приднепровской группы войск, заведующим политотделом 17-й кавалерийской дивизии, помощником начальника политуправления 12-й армии РККА.
В 1924 г. окончил Харьковский технологический институт по специальности «Теплотехника». Работал инженером-конструктором, заведующим отделом тепловых двигателей Харьковского паровозостроительного завода (1924—1928).
В 1925—1926 годах стажировался за границей в Германии, в 1927—1928 — в Германии и Швейцарии.
В 1928—1929 гг. — ректор Харьковского технологического института. Председатель совета комиссаров вузов г. Харькова. Первый комиссар Харьковского технологического института.
В 1929—1934 гг. — заведующий кафедрой ХТИ (с 1930 — в составе Харьковского механико-машиностроительного института). В 1929 года одновременно возглавлял лабораторию двигателей внутреннего сгорания при ХТИ. В 1930 году лаборатория была реорганизована в Украинский НИИ промышленной энергетики, в 1932 году — в Украинский научно-исследовательский авиадизельный институт (УНИАДИ), директором которого он был назначен. В УНИАДИ занимался созданием четырёхтактного V-образного 12-цилиндрового авиационного дизельного двигателя АД-1 (не прошёл испытания).
Я. Майер руководил разработкой важнейших вопросов дизелестроения, в частности, применением дизелей в авиации, демпфирования крутильных колебаний коленчатых валов быстроходных двигателей, конструированием топливной аппаратуры для дизелей. Впоследствии УНИАДИ был передан в состав Харьковского паровозостроительного завода для доводки первого в мире специального V-образного 12-цилиндрового четырёхтактного танкового двигателя водяного охлаждения со струйным распылением топлива В-2 (которого в течение всей Второй мировой войны не имела ни одна страна мира) и переименован в НИИ-466.
При его непосредственном участии был создан двигатель для танка Т-34.
Именно его специалисты налаживали производство В-2, устанавливали его на танках БТ-7М, Т-34, КВ, ИС и САУ на их базе, его модификации — на тягачах, кораблях, в промышленных силовых установках. Двигатели, которые являются развитием В-2, использовали в танках Т-44, Т-54, ПТ-76, Т-55, Т-62, ИС-4, Т-10 и других.
В начале 1939 года дизельное производство было выведено из состава Харьковского паровозостроительного завода в самостоятельный дизельный завод № 75 Народного комиссариата авиапромышленности, а НИИ-466 передан ему как отдел 1600.
С 1939 года Я. Майер заведовал кафедрой теории механизмов и машин, одновременно с 1941 г. был заведующим кафедрой двигателей внутреннего сгорания Харьковского механико-машиностроительного института.
После восстановления в 1950 г. Харьковского политехнического института был профессором кафедры двигателей внутреннего сгорания, где создал и возглавил базовую лабораторию тракторных и комбайновых двигателей.
В 1962 вышел на пенсию, однако оставался профессором-консультантом кафедры двигателей внутреннего сгорания Харьковского политехнического института.
Большинство научных работ Я. Майера носят закрытый характер.